# Stora Herrestads socken
Stora Herrestads socken i Skåne ingick i Herrestads härad, ingår sedan 1971 i Ystads kommun och motsvarar från 2016 Stora Herrestads distrikt.
Socknens areal är 21,09 kvadratkilometer varav 21,00 land. År 2000 fanns här 472 invånare.  Tätorten och herrgården Stora Herrestad med sockenkyrkan Stora Herrestads kyrka ligger i socknen. 

## Administrativ historik
Socknen har medeltida ursprung. Namnet skrevs före 22 oktober 1927 även Herrestads socken.  
Vid kommunreformen 1862 övergick socknens ansvar för de kyrkliga frågorna till Stora Herrestads församling och för de borgerliga frågorna bildades Stora Herrestads landskommun. Landskommunen uppgick 1952 i Herrestads landskommun som uppgick 1971 i Ystads kommun. Församlingen uppgick 2002 i Stora Köpinge församling.
1 januari 2016 inrättades distriktet Stora Herrestad, med samma omfattning som församlingen hade 1999/2000.  
Socknen har tillhört län, fögderier, tingslag och domsagor enligt vad som beskrivs i artikeln Herrestads härad. De indelta soldaterna tillhörde Södra skånska infanteriregementet, Herresta kompani och Skånska dragonregementet, Borreby skvadron, Borreby kompani.

## Geografi
Stora Herrestads socken ligger nordost om Ystad med Nybroån i sydost. Socknen är en småkuperad odlingsbygd.

## Fornlämningar
Från stenåldern är cirka 30 boplatser funna. Från bronsåldern finns gravhögar. 

## Namnet
Namnet skrevs i mitten av 1100-talet Heruestadum och kommer från kyrkbyn. Efterleden är sta(d), 'plats; ställe'. Förleden kan innehålla mansnamnet Härwir.